# Lattikata
Lattikata là một thị trấn thống kê (census town) của quận Sundargarh thuộc bang Orissa, Ấn Độ.

## Nhân khẩu
Theo điều tra dân số năm 2001 của Ấn Độ, Lattikata có dân số 6896 người. Phái nam chiếm 53% tổng số dân và phái nữ chiếm 47%. Lattikata có tỷ lệ 72% biết đọc biết viết, cao hơn tỷ lệ trung bình toàn quốc là 59,5%: tỷ lệ cho phái nam là 79%, và tỷ lệ cho phái nữ là 65%. Tại Lattikata, 13% dân số nhỏ hơn 6 tuổi.